# Датская Индия

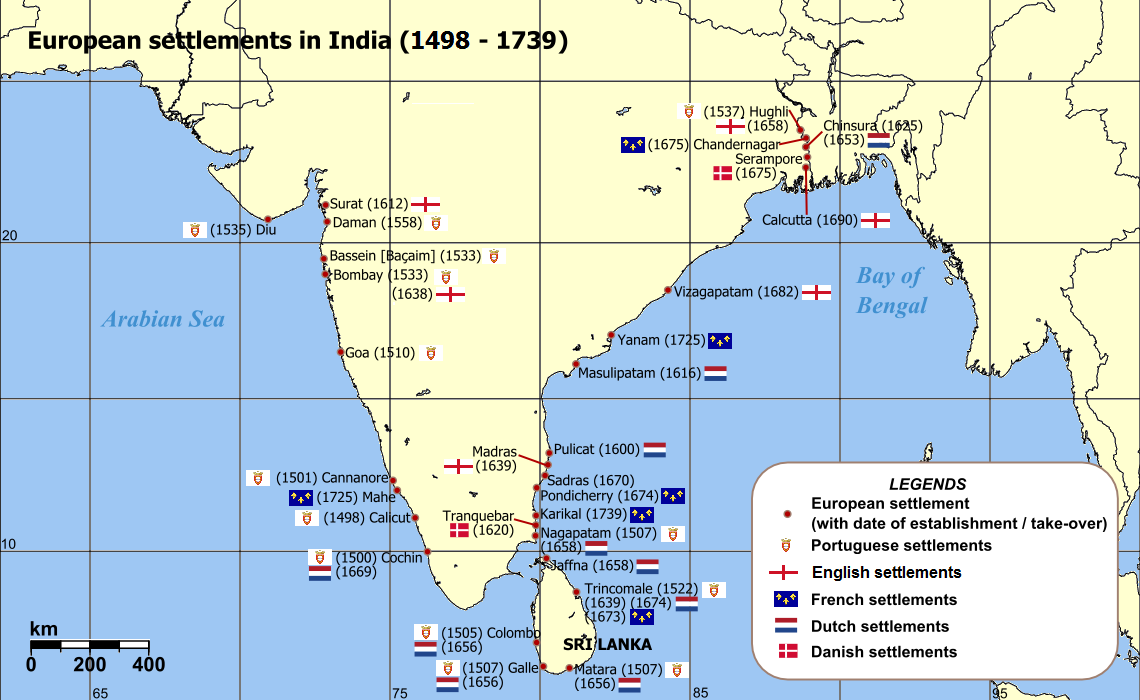
Датские и другие европейские поселения в Индии.

Датская Индия (дат. Dansk Ostindien) — колонии Дании в Индии. Эти колонии включали в себя Транкебар, Серампур в Западной Бенгалии и Никобарские острова.

## История

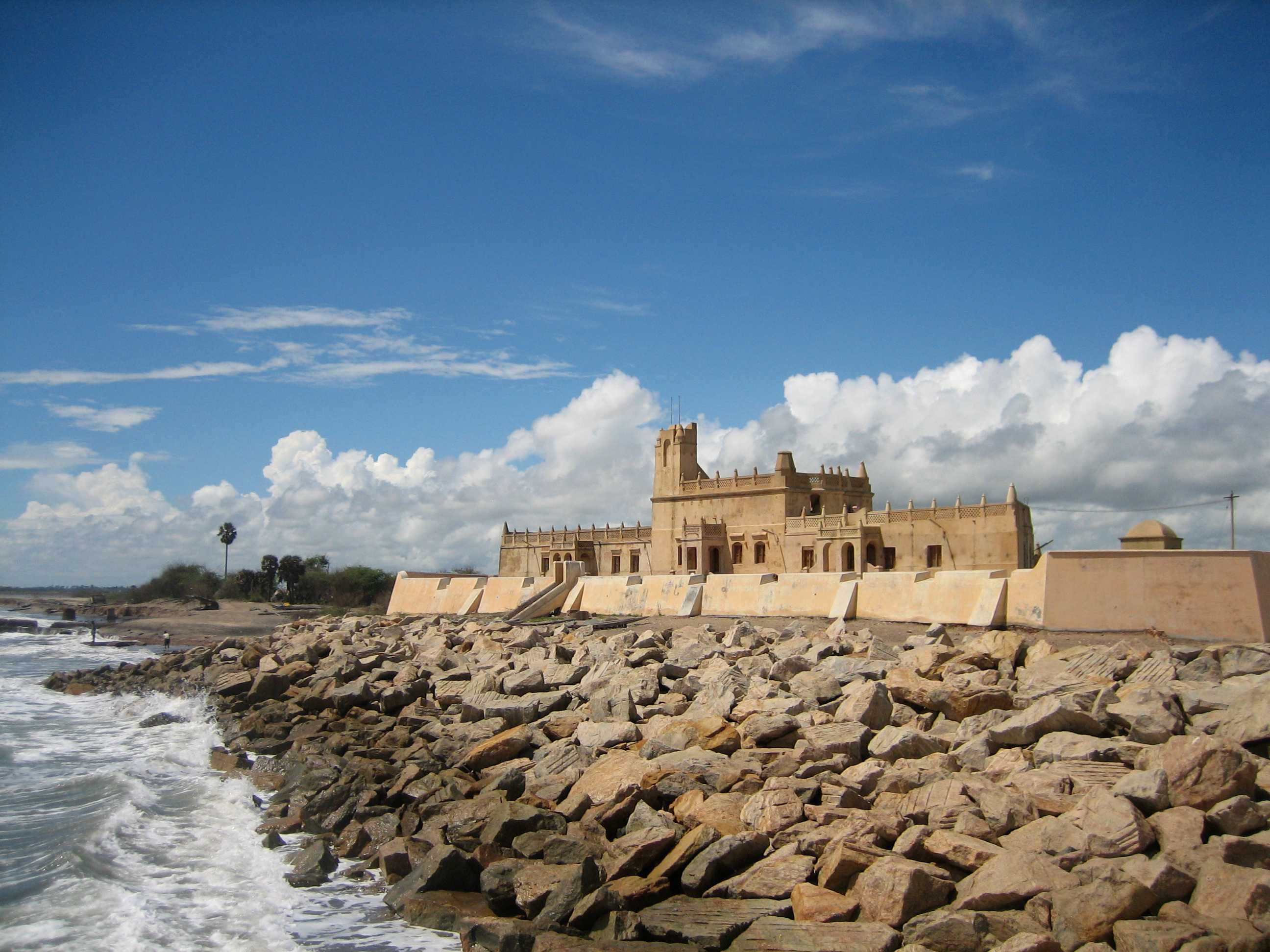
Форт Дансборг в Транкебаре, основанный в 1620.

Датские колонии в Индии были основаны Датской Ост-Индской компанией. Столицей был Форт Дансборг в Транкебаре, основанный в 1620 году.
Датчанами также были основаны поселения:
- 1696—1722 — Оддевей Торре, на Малабарском берегу;
- 1698—1714 — Даннемаркснагор (ныне Гондалпара) на юго-востоке Чанданагора;
- 1752—1791 — Кожикоде;
- Октябрь 1755 — Фредерикснагор (ныне Серампур) в Западной Бенгалии;
- 1754—1756 — подчинены Никобарские острова;
- 1763 — Балазор (ранее был занят датчанами в 1636—1643 гг.).

В 1789 Андаманские острова стали Британской колонией.
Во время Наполеоновских войн британцы атаковали на море датские корабли, расстраивали торговлю. С мая 1801 г. по август 1802 г., а также с 1808 г. по 20 сентября 1815 г. британцами были заняты Дансборг и Фредерикснагор.
Дания была принуждена продать Британии Фредерикснагор (в 1839 г.), Транкебар (в 1845 г., за 20 тыс. фунтов), и передать 16 октября 1869 г. Никобарские острова.